# Thiên hà Spindle

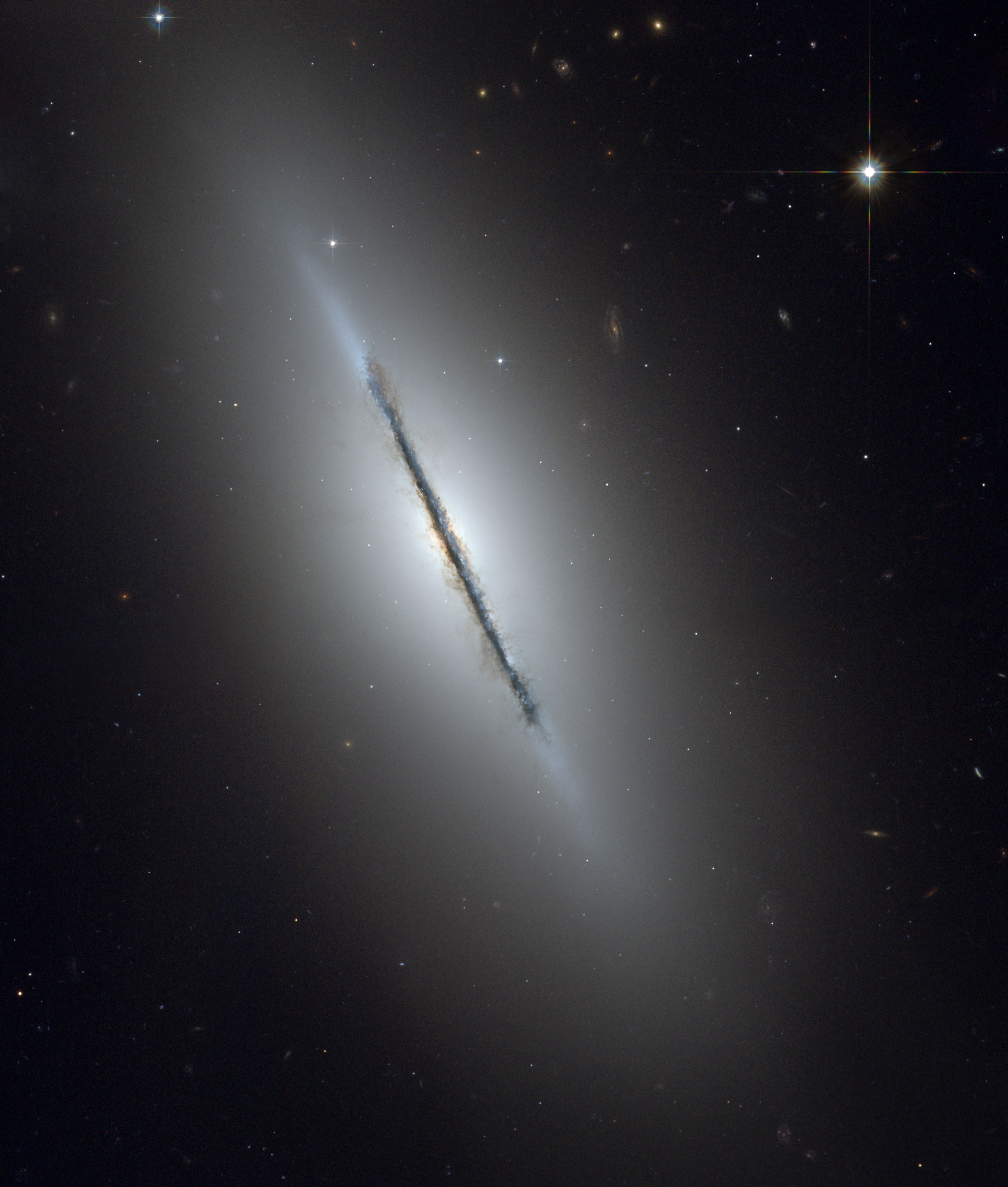
NGC 5866

NGC 5866 (còn được gọi là Thiên hà Spindle hoặc Messier 102 , M102 ) là một thiên hà hình thấu kính hoặc xoắn ốc tương đối sáng trong chòm sao Thiên Long. NGC 5866 rất có thể được Pierre Méchain hoặc Charles Messier phát hiện vào năm 1781 và được William Herschel tìm thấy độc lập vào năm 1788. Vận tốc quỹ đạo đo được của hệ thống cụm sao cầu của nó  ngụ ý rằng vật chất tối chỉ chiếm 34 ± 45% khối lượng trong 5 bán kính hiệu dụng; một số ít đáng chú ý.

## Đĩa bụi
Một trong những tính năng nổi bật nhất của NGC 5866 là đĩa bụi mở rộng, được nhìn thấy gần như chính xác trên mép cụm sao. Đĩa bụi này rất bất thường đối với một thiên hà dạng hạt đậu. Bụi trong hầu hết các thiên hà dạng thấu kính thường chỉ được tìm thấy ở gần hạt nhân và thường đi theo cấu hình ánh sáng của các chỗ phình của các thiên hà. Đĩa bụi này có thể chứa cấu trúc giống như vòng, mặc dù hình dạng của cấu trúc này rất khó xác định theo hướng cạnh trên của thiên hà. Cũng có thể thiên hà là một thiên hà xoắn ốc được phân loại sai thành thiên hà dạng hạt đậu vì định hướng cạnh của nó, trong trường hợp đó, đĩa bụi sẽ không quá bất thường.

## Thông tin nhóm thiên hà
NGC 5866 là một trong những thiên hà sáng nhất trong Nhóm NGC 5866, một nhóm thiên hà nhỏ cũng bao gồm các thiên hà xoắn ốc NGC 5879 và NGC 5907. Nhóm này thực sự có thể là một phân nhóm ở cuối phía tây bắc của một cấu trúc lớn, kéo dài bao gồm Nhóm M51 và Nhóm M101, mặc dù hầu hết các nguồn phân biệt ba nhóm là các thực thể riêng biệt.